# Посвідчувальні документи про особу
Документи що посвідчують особу — документи, що посвідчують особу та підтверджують її статус, видані уповноваженими державними органами або міжнародними органами, які визнано Україною.
Посвідчувальні документи відповідно до їх функціонального призначення поділяються на:
- документи, що посвідчують особу та підтверджують громадянство;
- документи, що посвідчують особу та підтверджують її спеціальний статус.

## Документи, що посвідчують особу та підтверджують громадянство України
До документів, що посвідчують особу та підтверджують громадянство України українське законодавство відносить:

### Паспорт громадянина України
Паспорт громадянина України — документ, що посвідчує особу та підтверджує громадянство України. Паспорт громадянина України отримує кожен громадянин України, який досяг чотирнадцятирічного віку. Паспорт оформляється особам, які не досягли шістнадцятирічного віку, на чотири роки, а особам, які досягли шістнадцятирічного віку, — на 10 років. Дії з паспортом громадянина України, його пересилання, вилучення, повернення державі та знищення здійснюються в порядку, встановленому Кабінетом Міністрів України.

### Паспорт громадянинаа України для виїзду за кордон
Паспорт громадянинаа України для виїзду за кордон — документ, що посвідчує особу, підтверджує її громадянство України, дає право цій особі на виїзд з України і в'їзд в Україну. Право на отримання такого паспорту має кожен громадянин України. Паспорт оформляється особам, які не досягли шістнадцятирічного віку, на чотири роки, а особам, які досягли шістнадцятирічного віку, — на 10 років. Кожен громадянин України не може мати більше двох паспортів громадяннана України для виїзду за кордон.

### Дипломатичний паспорт України
Дипломатичний паспорт України — документ, що посвідчує особу, підтверджує громадянство України та надає право такій особі на виїзд з України і в'їзд в Україну. Паспорт є дійсним для виїзду з України в усі держави світу та повернення в Україну з усіх держав світу. Дипломатичний паспорт оформлюється Міністерством закордонних справ України на строк до п'яти років. Дипломатичний паспорт України оформляється і видається у порядку, встановленому Президентом України.

### Службовий паспорт України
Службовий паспорт України є документом, що посвідчує особу, підтверджує громадянство України та надає право такій особі на виїзд з України і в'їзд в Україну. Паспорт є дійсним для виїзду з України в усі держави світу та повернення в Україну з усіх держав світу.
Службовий паспорт України оформляється і видається у порядку, встановленому Президентом України.

### Посвідчення особи моряка
Посвідчення особи моряка — документ, що посвідчує особу, видається громадянину України, який може обіймати будь-яку посаду на борту судна або працевлаштований на будь-яку посаду на борту судна, зареєстрованого в Україні чи в інших державах (крім військового судна).
Посвідчення може бути видано будь-якій особі, яка звернулася за цим посвідченням та працює на борту судна, зареєстрованого в Україні, або яка перебуває на обліку осіб, які шукають роботу, в центрі зайнятості та може обіймати будь-яку посаду на борту судна (крім військового судна). Посвідчення особи моряка видається на 10 років. Оформлення, видача, обмін посвідчення особи моряка здійснюються капітаном морського порту. Посвідчення дає право його власнику на виїзд з України і в'їзд в Україну на судні, членом екіпажу якого він є, а також на виїзд з України і в'їзд в Україну в індивідуальному порядку під час прямування чи переходу на інше судно, списання з судна.

### Посвідчення члена екіпажу
Посвідчення члена екіпажу — документ, що посвідчує особу, підтверджує громадянство України і видається громадянину України, який належить до складу екіпажу повітряного судна, відноситься до осіб льотного екіпажу та екіпажу пасажирського і вантажного салону, осіб авіаційного персоналу, які не належать до складу екіпажу, але забезпечують виконання технологічних процесів перевезення та виконання видів польотів або авіаційних робіт чи технічне обслуговування повітряних суден у позабазових аеропортах.
Посвідчення члена екіпажу дає право особі, якій його оформлено, на виїзд з України і в'їзд в Україну з метою виконання службових обов'язків.
Посвідчення члена екіпажу оформляється і видається уповноваженим органом з питань цивільної авіації строком на п'ять років.

### Посвідчення особи на повернення в Україну
Посвідчення особи на повернення в Україну — документ, що посвідчує особу, підтверджує громадянство України, дає право на в'їзд в Україну, оформляється і видається Міністерством закордонних справ України, закордонними дипломатичними установами України громадянам України у разі: 1) втрати під час перебування за межами України документів, що посвідчують особу, підтверджують громадянство України та надають право такій особі на виїзд з України і в'їзд в Україну; 2) якщо строк дії таких документів закінчився; 3) якщо встановлено, що такий документ є недійсним з інших причин; 4) якщо громадянин України не оформлював документів, що посвідчують особу, підтверджують громадянство України та/або надають право такій особі на виїзд з України і в'їзд в Україну.
Посвідчення особи на повернення в Україну може також бути видано особам: 1) без громадянства, які мають право на постійне проживання в Україні, 2) яких визнано біженцями; 3) які потребують додаткового захисту, у разі втрати ними під час перебування за кордоном виданих в Україні документів, що посвідчують особу та дають право на виїзд з України і в'їзд в Україну.

### Тимчасове посвідчення громадянина України
Тимчасове посвідчення громадянинаа України є документом, що посвідчує особу та підтверджує громадянство України і видається особі, яка досягла чотирнадцятирічного віку, набула громадянства України та взяла зобов'язання припинити іноземне громадянство протягом двох років з дня набуття громадянства України.

## Документи, що посвідчують особу та підтверджують її спеціальний статус
До документів, що посвідчують особу та підтверджують її спеціальний статус українське законодавство відносить:

### Посвідчення водія
Посвідчення водія є документом, спеціальний статус особи у частині підтвердження права його власника на керування транспортними засобами.

### Посвідченняособи без громадянствадля виїзду за кордон
Посвідчення особи без громадянства для виїзду за кордон є документом, що посвідчує особу без громадянства під час перетинання нею державного кордону України і перебування за кордоном.

### Посвідка на постійне проживання
Посвідка на постійне проживання є документом, що посвідчує особу іноземця або особу без громадянства та підтверджує право на постійне проживання в Україні.

### Посвідка на тимчасове проживання
Посвідка на тимчасове проживання є документом, що посвідчує особу іноземця або особу без громадянства та підтверджує законні підстави для тимчасового проживання в Україні.

### Картка мігранта
Картка мігранта є документом, що оформляється іноземцю або особі без громадянства з метою створення та управління національною системою ідентифікації мігрантів. Картка мігранта має загальний стандарт і формат для міжнародного документа посвідчення особи мігранта, за допомогою якого здійснюються контроль за переміщенням мігрантів через кордон, верифікація інформації про мігрантів через національну і міжнародні бази даних правоохоронних органів, отримання статистичних даних з метою вирішення питань соціального забезпечення та оподаткування доходів мігрантів.

### Посвідчення біженця
Посвідчення біженця — паспортний документ, що посвідчує особу його власника та підтверджує факт визнання його біженцем в Україні і є дійсним для реалізації прав та виконання обов'язків, передбачених законами України.

### Проїзний документбіженця
Проїзний документ біженця є документом, що посвідчує особу та надає право особі, якій він оформлений, на виїзд з України і в'їзд в Україну.

### Посвідчення особи, яка потребує додаткового захисту
- Посвідчення особи, яка потребує додаткового захисту, — паспортний документ, що посвідчує особу його власника та підтверджує факт визнання його особою, яка потребує додаткового захисту, і є дійсним для реалізації прав та виконання обов'язків, передбачених законами України

## Безконтактний електронний носій в посвідчувальних документах
Паспорт громадянинаа України, паспорт громадяннана України для виїзду за кордон, дипломатичний паспорт України, службовий паспорт України, посвідчення особи моряка, посвідчення члена екіпажу, посвідчення особи без громадянства для виїзду за кордон, посвідка на постійне проживання, посвідка на тимчасове проживання, посвідчення біженця, проїзний документ біженця, посвідчення особи, яка потребує додаткового захисту, проїзний документ особи, якій надано додатковий захист, картка мігранта містять безконтактний електронний носій.
Посвідчення особи на повернення в Україну, тимчасове посвідчення громадянаина України, посвідчення водія не містять безконтактного електронного носія.